# Joan Gisbert i Ortiga
Joan Gisbert i Ortiga (Barcelona, 5 d'abril de 1942) fou un tennista català de la dècada de 1960.

## Carrera esportiva
El seu germà Josep Maria Gisbert i Ortiga també fou tennista, així com el seu fill Joan Gisbert Schultze.
Va pertànyer al Club Tennis Barcino.
L'any 1959 guanyà l'Orange Bowl, considerat el Campionat del Món en categoria júnior. Fou tres cops campió de Catalunya (1962, 1969 i 1971), campió del Trofeu Comte de Godó l'any 1965, i medalla d'or als Jocs Universitaris de 1967. El seu èxit més important fou arribar a la final de l'obert d'Austràlia l'any 1968, en la qual fou derrotat per William Bowrey.
Durant la dècada de 1970 guanyà un títol d'ATP a Shreveport, el 1975, i fou finalista de cinc torneigs més, com ara Cincinnati (1971). També guanyà 21 trofeus de dobles entre 1971 i 1976, la majoria formant parella amb Manuel Orantes.
També fou un habitual a la Copa Davis amb 69 partits jugats entre 1965 i el 1976, essent finalista en dues edicions (1965, 1967).

## Torneigs de Grand Slam

### Individual: 1 (0−1)
| Resultat  | Núm. | Any  | Torneig          | Oponent     | Marcador           |
| --------- | ---- | ---- | ---------------- | ----------- | ------------------ |
| Finalista | 1.   | 1968 | Open d'Austràlia | Bill Bowrey | 7−5, 2−6, 9−7, 6−4 |

## Palmarès

### Individual: 9 (3−6)
| Títols per superfície |
| --------------------- |
| Dura (1−2)            |
| Gespa (0−1)           |
| Terra batuda (2−2)    |
| Moqueta (0−1)         |

| Resultat  | Núm. | Data                   | Torneig                     | Superfície   | Oponent         | Marcador                |
| --------- | ---- | ---------------------- | --------------------------- | ------------ | --------------- | ----------------------- |
| Guanyador | 1.   | 1965                   | Barcelona, Espanya          | Terra batuda | Martin Mulligan | 6−4, 4−6, 6−1, 2−6, 6−2 |
| Finalista | 1.   | 19 de gener de 1968    | Open d'Austràlia, Austràlia | Gespa        | Bill Bowrey     | 5−7, 6−2, 7−9, 4−6      |
| Guanyador | 2.   | 1971                   | Múnic, Alemanya Occidental  | Terra batuda | Péter Szőke     | 6−2, 6−4, 6−4           |
| Finalista | 2.   | 2 d'agost de 1971      | Cincinnati, Estats Units    | Terra batuda | Stan Smith      | 6−7, 3−6                |
| Finalista | 3.   | 28 de febrer de 1972   | Nova York, Estats Units     | Moqueta      | Stan Smith      | 6−4, 5−7, 4−6, 1−6      |
| Finalista | 4.   | 8 d'abril de 1974      | Tòquio, Japó                | Dura         | Rod Laver       | 7−5, 2−6, 0−6           |
| Finalista | 5.   | 15 de setembre de 1974 | Cedar Grove, Estats Units   | Dura         | Ilie Năstase    | 4−6, 6−7                |
| Guanyador | 3.   | 4 de març de 1975      | Shreveport, Estats Units    | Dura         | Wojtek Fibak    | 6−3, 5−7, 6−1           |
| Finalista | 6.   | 7 d'abril de 1975      | Barcelona                   | Terra batuda | Ilie Năstase    | 1−6, 5−7, 2−6           |

### Dobles masculins: 40 (23−17)
| Títols per superfície |
| --------------------- |
| Dura (6−8)            |
| Gespa (1−0)           |
| Terra batuda (15−9)   |
| Moqueta (1−0)         |

| Resultat  | Núm. | Data                   | Torneig                                              | Superfície   | Parella                              | Oponents                                | Marcador                     |
| --------- | ---- | ---------------------- | ---------------------------------------------------- | ------------ | ------------------------------------ | --------------------------------------- | ---------------------------- |
| Guanyador | 1.   | 15 de febrer de 1971   | Nova York, Estats Units                              | Dura         | Manuel Orantes                       | Jimmy Connors Haroon Rahim              | 7−6, 6−2                     |
| Guanyador | 2.   | 21 de febrer de 1971   | Salisbury, Estats Units                              | Dura (i)     | Manuel Orantes                       | Clark Graebner Thomaz Koch              | 6−3, 4−6, 7−6                |
| Guanyador | 3.   | 25 d'octubre de 1971   | Barcelona, Espanya                                   | Terra batuda | Željko Franulović                    | Cliff Drysdale Andrés Gimeno            | 7−6, 6−2, 7−6                |
| Finalista | 1.   | 20 de febrer de 1972   | Salisbury                                            | Dura (i)     | Vladimír Zedník                      | Andrés Gimeno Manuel Orantes            | 4−6, 3−6                     |
| Guanyador | 4.   | 15 de maig de 1972     | Brussel·les, Bèlgica                                 | Terra batuda | Manuel Orantes                       | Patricio Cornejo Jaime Fillol           | 9−7, 6−3                     |
| Guanyador | 5.   | 23 de juny de 1972     | Eastbourne, Regne Unit                               | Gespa        | Manuel Orantes                       | Nicholas Kalogeropoulos Andrew Pattison | 8−6, 6−2                     |
| Guanyador | 6.   | 23 d'octubre de 1972   | Barcelona (2)                                        | Terra batuda | Manuel Orantes                       | Frew McMillan Ilie Năstase              | 6−3, 3−6, 6−4                |
| Finalista | 2.   | 30 d'octubre de 1972   | París, França                                        | Dura (i)     | Andrés Gimeno                        | Pierre Barthès François Jauffret        | 3−6, 2−6                     |
| Guanyador | 7.   | 19 de gener de 1973    | Roanoke, Estats Units                                | Dura         | Jimmy Connors                        | Ian Fletcher Butch Seewagen             | 6−0, 7−6                     |
| Finalista | 3.   | 24 de gener de 1973    | Omaha, Estats Units                                  | Dura (i)     | Jimmy Connors                        | William Brown Mike Estep                | Renúncia                     |
| Finalista | 4.   | 29 de gener de 1973    | Des Moines, Estats Units                             | Dura (i)     | Ion Ţiriac                           | Jiří Hřebec Jan Kukal                   | 6−4, 6−7, 1−6                |
| Finalista | 5.   | 18 de febrer de 1973   | Salisbury (2)                                        | Dura (i)     | Jürgen Fassbender                    | Clark Graebner Ilie Năstase             | 6−2, 4−6, 3−6                |
| Guanyador | 8.   | 2 d'abril de 1973      | Barcelona (3)                                        | Terra batuda | Manuel Orantes                       | Mike Estep Ion Ţiriac                   | 6−4, 7−6                     |
| Guanyador | 9.   | 16 d'abril de 1973     | Montecarlo, Mònaco                                   | Terra batuda | Ilie Năstase                         | Georges Goven Patrick Proisy            | 6−2, 6−2, 6−2                |
| Finalista | 6.   | 30 d'abril de 1973     | Florència, Itàlia                                    | Terra batuda | Ilie Năstase                         | Paolo Bertolucci Adriano Panatta        | 3−6, 4−6                     |
| Guanyador | 10.  | 7 de maig de 1973      | Bournemouth, Regne Unit                              | Terra batuda | Ilie Năstase                         | Adriano Panatta Ion Țiriac              | 6−4, 8−6                     |
| Guanyador | 11.  | 29 d'octubre de 1973   | París                                                | Dura (i)     | Ilie Năstase                         | Arthur Ashe Roscoe Tanner               | 6−2, 4−6, 7−5                |
| Finalista | 7.   | 8 d'abril de 1974      | Tòquio, Japó                                         | Terra batuda | Roger Taylor                         | Raymond Moore Onny Parun                | 6−4, 2−6, 4−6                |
| Guanyador | 12.  | 27 de maig de 1974     | Bournemouth (2)                                      | Terra batuda | Ilie Năstase                         | Corrado Barazzutti Paolo Bertolucci     | 6−4, 6−2, 6−0                |
| Finalista | 8.   | 27 de maig de 1974     | Roma, Itàlia                                         | Terra batuda | Ilie Năstase                         | Brian Gottfried Raúl Ramírez            | 3−6, 2−6, 3−6                |
| Guanyador | 13.  | 14 d'octubre de 1974   | Barcelona (4)                                        | Terra batuda | Ilie Năstase                         | Manuel Orantes Guillermo Vilas          | 3−6, 6−0, 6−2                |
| Finalista | 9.   | 29 de gener de 1975    | Roanoke                                              | Dura (i)     | Ion Țiriac                           | Vitas Gerulaitis Sandy Mayer            | 6−7, 6−1, 3−6                |
| Guanyador | 14.  | 17 de febrer de 1975   | Boca Raton, Estats Units                             | Dura         | Ilie Năstase                         | Manuel Orantes Ion Țiriac               | 6−2, 6−1                     |
| Guanyador | 15.  | 4 de març de 1975      | Shreveport, Estats Units                             | Dura         | William Brown                        | János Benyik Róbert Machán              | 6−4, 6−4                     |
| Guanyador | 16.  | 12 de maig de 1975     | Bournemouth (3)                                      | Terra batuda | Manuel Orantes                       | Syd Ball Dick Crealy                    | 8−6, 6−3                     |
| Guanyador | 17.  | 19 de maig de 1975     | Hamburg, Alemanya Occidental                         | Terra batuda | Manuel Orantes                       | Wojtek Fibak Jan Kodeš                  | 6−3, 7−6                     |
| Finalista | 10.  | 7 de juliol de 1975    | Båstad, Suècia                                       | Terra batuda | Manuel Orantes                       | Björn Borg Ove Nils Bengtson            | 6−7, 5−7                     |
| Guanyador | 18.  | 4 d'agost de 1975      | Indianapolis, Estats Units                           | Terra batuda | Manuel Orantes                       | Wojtek Fibak Hans-Jürgen Pohmann        | 7−5, 6−0                     |
| Finalista | 11.  | 6 d'octubre de 1975    | Madrid, Espanya                                      | Terra batuda | Manuel Orantes                       | Jan Kodeš Ilie Năstase                  | 6−7, 6−4, 7−9                |
| Guanyador | 19.  | 27 d'octubre de 1975   | Teheran, Iran                                        | Terra batuda | Manuel Orantes                       | Bob Hewitt Frew McMillan                | 7−5, 6−7, 6−1, 6−4           |
| Finalista | 12.  | 3 de novembre de 1975  | Tòquio (2)                                           | Terra batuda | Manuel Orantes                       | Brian Gottfried Raúl Ramírez            | 6−7, 4−6                     |
| Guanyador | 20.  | 17 de novembre de 1975 | Calcuta, Índia                                       | Terra batuda | Manuel Orantes                       | Anand Amritraj Vijay Amritraj           | 1−6, 6−4, 6−3                |
| Guanyador | 21.  | 1 de desembre de 1975  | Commercial Union Assurance Masters, Estocolm, Suècia | Moqueta (i)  | Manuel Orantes                       |                                         |                              |
| Guanyador | 22.  | 29 de març de 1976     | València, Espanya                                    | Terra batuda | Corrado Barazzutti Antonio Zugarelli |                                         |                              |
| Guanyador | 23.  | 29 de març de 1976     | Múnic, Alemanya Occidental                           | Terra batuda | Manuel Orantes                       | Jürgen Fassbender Hans-Jürgen Pohmann   | 1−6, 6−3, 6−2, 2−3, retirada |
| Finalista | 13.  | 10 de maig de 1976     | Bournemouth                                          | Terra batuda | Manuel Orantes                       | Wojtek Fibak Fred McNair                | 6−4, 5−7, 5−7                |
| Finalista | 14.  | 5 de juliol de 1976    | Båstad (2)                                           | Terra batuda | Wojtek Fibak                         | Fred McNair Sherwood Stewart            | 3−6, 4−6                     |
| Finalista | 15.  | 16 d'agost de 1976     | Mont-real, Canadà                                    | Dura         | Manuel Orantes                       | Bob Hewitt Raúl Ramírez                 | 2−6, 1−6                     |
| Finalista | 16.  | 4 d'octubre de 1976    | Teheran                                              | Terra batuda | Manuel Orantes                       | Wojtek Fibak Raúl Ramírez               | 5−7, 1−6                     |
| Finalista | 17.  | 22 de novembre de 1976 | Johannesburg, Sud-àfrica                             | Dura         | Stan Smith                           | Brian Gottfried Sherwood Stewart        | 6−1, 1−6, 2−6, 6−7           |

### Equips: 2 (0−2)
| Resultat  | Núm. | Data                        | Torneig                             | Superfície | Equip                                              | Oponents                                         | Marcador |
| --------- | ---- | --------------------------- | ----------------------------------- | ---------- | -------------------------------------------------- | ------------------------------------------------ | -------- |
| Finalista | 1.   | 27 − 29 de setembre de 1965 | Copa Davis, Sydney, Austràlia       | Gespa      | José Luís Arilla Juan Manuel Couder Manuel Santana | Roy Emerson John Newcombe Tony Roche Fred Stolle | 1−4      |
| Finalista | 2.   | 26 − 28 de setembre de 1967 | Copa Davis, Brisbane, Austràlia (2) | Gespa      | José Luís Arilla Manuel Orantes Manuel Santana     | Bill Bowrey Roy Emerson John Newcombe Tony Roche | 1−4      |

## Trajectòria

### Individual
| Open d'Austràlia | A   | A   | A | QF  | A   | A | F     | A   | A     | A     | A     | A     | A     | A     | A     | 0 / 2   |
| Roland Garros | 1R  | A   | A | 1R  | 4R  | A | 1R    | A   | 2R    | 1R    | 3R    | A     | 1R    | 1R    | 3R    | 0 / 10  |
| Wimbledon | 1R  | 2R  | A | 1R  | A   | A | A     | A   | A     | A     | 2R    | A     | A     | A     | A     | 0 / 4   |
| US Open | A   | A   | A | A   | A   | A | A     | A   | A     | A     | A     | A     | 2R    | 1R    | 1R    | 0 / 3   |
| Total Victòries−Derrotes                                                                                                   | 0−1 | 1−1 |   | 3−3 | 3−1 |   | 18−12 | 0−1 | 17−10 | 24−18 | 28−21 | 24−20 | 37−27 | 44−26 | 18−24 | 217−165 |
| Rànquing a final d'any | −   | −   | − | −   | −   | − | −     | −   | −     | −     | −     | 68    | 35    | 40    | 100   |         |
| Llegenda: G: Guanyador; F: Finalista; SF: Semifinalista; QF: Quarts de final; Q: Qualificació; A: Absent; RR: Round Robin; |     |     |   |     |     |   |       |     |       |       |       |       |       |       |       |         |

### Dobles masculins
| Open d'Austràlia | SF  | A | A   | A    | A    | A    | A     | A     | A     | 0 / 1  |
| Roland Garros | A   | A | A   | 1R   | A    | A    | QF    | SF    | SF    | 0 / 4  |
| Wimbledon | A   | A | A   | A    | QF   | A    | A     | A     | A     | 0 / 1  |
| US Open | A   | A | A   | A    | A    | A    | A     | QF    | A     | 0 / 1  |
| Total Victòries−Derrotes                                                                                                   | 4−2 |   | 5−2 | 20−4 | 32−9 | 33−9 | 35−16 | 62−16 | 48−19 | 239−77 |
| Rànquing a final d'any | −   | − | −   | −    | −    | −    | −     | −     | 11    |        |
| Llegenda: G: Guanyador; F: Finalista; SF: Semifinalista; QF: Quarts de final; Q: Qualificació; A: Absent; RR: Round Robin; |     |   |     |      |      |      |       |       |       |        |